# Myriam Mizouni
Myriam Mizouni (sinh ngày 23 tháng 9 năm 1958) là một cựu vận động viên bơi lội người Tunisia. Bà đã tham gia hai nội dung tại Thế vận hội Mùa hè 1976.